# چموسنا
چموسنا (به لاتین: Trzemoszna) یک روستای لهستان در لهستان است که در Gmina Końskie واقع شده‌است.

## خصوصیات
چموسنا ۱۳۰ نفر جمعیت دارد.